# مفطورة رئيسياتية
مفطورة رئيسياتية (بالإنجليزية: Mycoplasma primatum)‏ هي نوع من البكتيريا، سلبية الغرام، تتبع المفطورة.